# چرم‌ماهی درازسر
چرم‌ماهی درازسر (نام علمی: Limanda proboscidea) نام یک گونه از تیره کفشک‌ماهیان راست‌روی است.